# Martin Bogdanov
Martin Bogdanov (* 6. Oktober 1992) ist ein deutscher Basketballspieler ukrainischer Abstammung. Bogdanov begann seine Karriere in der Nachwuchs-Basketball-Bundesliga (NBBL) bei den Central Hoops aus Berlin, bevor er bei den Cuxhaven BasCats in der zweithöchsten deutschen Spielklasse ProA spielte. Nach einer Verletzungspause spielte Bogdanov von 2013 an drei Jahre beim Erstligisten Löwen Braunschweig, wobei er mit Doppellizenz zunächst hauptsächlich in der Reservemannschaft in der dritthöchsten Spielklasse ProB zum Einsatz kam.

## Karriere
Bogdanovs Vater war selbst Basketballspieler in den höchsten Spielklassen der Sowjetunion und später der Ukraine. In seiner Jugend spielte Martin Bogdanov für verschiedene Berliner Vereine und ab 2008 für die Kooperationsmannschaft Central Hoops, die von mehreren Berliner Vereinen gebildet wurde. Zwar wurde Bogdanov 2011 zum All-Star-Game der NBBL eingeladen, doch er erreichte zusammen mit seinem Mannschaftskameraden, dem späteren Herren-Nationalspieler Maodo Lô, weder eine Nominierung für ein Meisterschaftsturnier in einer Jugendnationalmannschaft noch eine vordere Platzierung mit den Central Hoops in der NBBL. Bereits als 15-Jähriger hatte Bogdanov erste Einsätze in der Herrenmannschaft des SSV Lokomotive Bernau. 2010 schaffte der Verein die Rückkehr in die 2. Basketball-Bundesliga, die seit 2007 in zwei hierarchische Spielklassen ProA und ProB gegliedert war. In der ProB-Spielzeit 2010/11 kam Bogdanov für die Brandenburger jedoch nur auf acht Einsätze, wenn auch mit einer Einsatzzeit von knapp 20 Minuten pro Spiel, während die Mannschaft in der Abstiegsrunde knapp den Klassenerhalt erreichte.
Nach dem Beginn der Saison 2011/12 wechselte Bogdanov  noch eine Spielklasse höher in die ProA, wo er für die Cuxhaven BasCats spielte. Bei den Niedersachsen gehörte Bogdanov mit knapp 20 Minuten durchschnittlicher Einsatzzeit zwar zur festen Rotation der eingesetzten Spieler, erreichte mit Cuxhaven aber nur den 13. und damit drittletzten Tabellenplatz in der um eine Mannschaft verringerten Liga. Bogdanov konnte dann auch seinen ursprünglich gemeinsam mit Maodo Lô verfolgten Plan zum Studium und Vorspielen für Mannschaften des US-amerikanischen Hochschulverbands NCAA nicht umsetzen. Während sich Lô über die NCAA bis in den Kreis der deutschen Herrennationalmannschaft spielte, verhinderten 2012 unter anderem Bandscheibenprobleme bei Bogdanov nicht nur ein Stipendium in den Vereinigten Staaten, sondern auch eine Verpflichtung durch die Erstligareserve der SG Braunschweig. Erst ein Jahr später bekam Bogdanov 2013 doch noch ein Engagement in Braunschweig, wo er zudem mittels Doppellizenz seine ersten sechs Einsätze in der Basketball-Bundesliga für die damals noch als New Yorker Phantoms firmierende Erstligamannschaft erhielt. Nachdem Bogdanov auch in der Erstligareserve in der ProB-Saison 2013/14 mit durchschnittlich mehr als 14 Punkten und drei Assists pro Spiel überzeugt hatte, bekam er in Braunschweig einen neuen Vertrag.
Nach dem Ende der Saison 2015/16 verließ Bogdanov Braunschweig und unterschrieb Anfang August 2016 einen Vertrag beim Zweitligisten Crailsheim Merlins. Im Spieljahr 2017/18 errang er mit den Hohenlohern als Vizemeister der 2. Bundesliga ProA den Aufstieg in die Bundesliga. Zu diesem Erfolg trug Bogdanov in 36 Saisoneinsätzen im Schnitt 7 Punkte sowie 3,4 unmittelbare Korbvorlagen bei. Er machte den Aufstieg in die Bundesliga jedoch nicht mit, sondern wechselte in der Sommerpause 2018 zum ProA-Aufsteiger Rostock Seawolves. Für die Mecklenburger erzielte er im Spieljahr 2018/19 im Schnitt 9,2 Punkte je Begegnung. Im Spieljahr 2019/20 fiel seine Punktausbeute auf 5,6 Punkte je Begegnung, zudem bereitete er pro Spiel im Schnitt 3,6 Korberfolge seiner Mannschaftskameraden vor.
Er ging im Sommer 2020 zum Nürnberg Falcons BC. Im Vorfeld des Spieljahres 2021/22 nahm Bogdanov ein Angebot des Drittliga-Aufsteigers SBB Baskets Wolmirstedt an. 2025 gelang ihm mit der Mannschaft der Zweitligaaufstieg, Bogdanov war in der Saison 2024/25 Mannschaftskapitän sowie Wolmirstedts bester Korbschütze und Vorbereiter (durchschnittlich 14,1 Punkte und 5,9 Korbvorlagen je Begegnung).